# Jun Fujita Cabin
La Jun Fujita Cabin est une cabane américaine située dans le comté de Saint Louis, dans le Minnesota. Protégée au sein du parc national des Voyageurs, elle est inscrite au Registre national des lieux historiques depuis le 2 décembre 1996.